# Kiss This
A Kiss This a Sex Pistols 1992-es válogatásalbuma, amely a Never Mind the Bollocks, Here’s the Sex Pistols összes dalát tartalmazza, kiegészítve néhány kislemezzel és B-oldalas dallal.
Eredetileg egy széthajtható színes poszterral és egy bónusz CD-vel árusították, amely az együttes 1977. július 21-i trondheimi koncertjét tartalmazta.

## Az album dalai
1. Anarchy in the U.K.
2. God Save the Queen
3. Pretty Vacant
4. Holidays in the Sun
5. I Wanna Be Me
6. Did You No Wrong
7. No Fun
8. Satellite
9. Don't Give Me No Lip, Child
10. (I'm Not Your) Stepping Stone
11. Bodies
12. No Feelings
13. Liar
14. Problems
15. Seventeen
16. Submission
17. New York
18. EMI (Unlimited Edition)
19. My Way
20. Silly Thing